# The Best of Acoustic Jethro Tull
The Best of Acoustic Jethro Tull è una raccolta del gruppo di rock progressivo inglese Jethro Tull, pubblicata nel 2007 dalla EMI.

## Tracce
1. Fat Man (da Stand Up 1969) - 2:51
2. Life Is a Long Song (da Living in the Past (album) 1972) - 3:17
3. Cheap Day Return (da Aqualung 1971) - 1:22
4. Mother Goose (da Aqualung 1971) - 3:52
5. Wond'ring Aloud (da Aqualung 1971) - 1:54
6. Thick as a Brick (intro) (da Thick as a Brick 1972) - 3:02
7. Skating Away (On the Thin Ice of the New Day) (da War Child 1974) - 4:10
8. Cold Wind To Valhalla (intro) (da Minstrel in the Gallery 1975) - 1:29
9. One White Duck / 010 = Nothing At All (da Minstrel in the Gallery 1975) - 4:37
10. Salamander (da Too Old to Rock 'n' Roll: Too Young to Die! 1976) - 2:51
11. Jack in the Green (da Songs from the Wood 1977) - 2:29
12. Velvet Green (da Songs from the Wood 1977) - 6:02
13. Dun Ringill (da Stormwatch 1979) - 2:41
14. Jack Frost and the Hoodeed Crow (da 20 Years of Jethro Tull 1988) - 3:22
15. Under Wraps 2 (da Under Wraps 1984) - 2:14
16. Jack-A-Lynn (da 25th Anniversary Box Set 1993) - 4:56
17. Someday the Sun Won't Shine for You (da 25th Anniversary Box Set 1993) - 2:00
18. Broadford Bazaar (da Nightcap 1994) - 3:38
19. The Water Carrier (da The Secret Language of Birds 2001) - 2:56
20. Rupi's Dance (da Rupi's Dance 2003) - 3:00
21. A Christmas Song (da The Jethro Tull Christmas Album 2003) - 2:49
22. Weathercock (da The Jethro Tull Christmas Album 2003) - 4:20
Bonus track
23. One Brown Mouse - 3:40 (rimasterizzata gennaio 2007)
24. Pastime With Good Company - 4:13 (registrata in Danimarca nel 2006)

## Formazione
- Ian Anderson - voce, flauto traverso, chitarra acustica
- Martin Barre - chitarra acustica, chitarra elettrica
- Clive Bunker - percussioni
- Jeffrey Hammond - basso
- John Evan - piano, accordion
- Barriemore Barlow - batteria, glockenspiel
- John Glascock - basso
- David Palmer - tastiere, organo
- Dave Pegg - basso, mandolino
- Peter Vettese - tastiere
- Gerry Conway - batteria
- Andrew Giddings - tastiere
- Doane Perry - batteria
- Jonathan Noyce - basso
- David Goodier - basso
- James Duncan - batteria
- John O'Hara - tastiere, accordion
- Ann Marie Calhoun - violino